# مارتین دیچف
مارتین دیچف (بلغاری: Мартин Дичев؛ زادهٔ ۲۲ اوت ۲۰۰۰) بازیکن فوتبال است.
وی همچنین در تیم‌های ملی فوتبال زیر 19 سال و زیر ۲۱ سال بلغارستان بازی کرده است.